# Dumitru Gheorghiu (filozof)
Dumitru Gheorghiu (n. 22 mai 1956, București, România – d. 9 iunie 2023) a absolvit Facultatea de Filosofie a Universității din București. A efectuat un stagiu de cercetare la Institutul de Filosofie, Logică și Teoria Cunoașterii Științifice al Universității din München (1996). Și-a luat doctoratul în filosofie (specialitatea Logică) în 1994. A fost membru al Comitetului Român de Istoria și Filosofia Științei al Academiei Române, European Foundation for Logic, Language and Information – Amsterdam, Universität Van Amsterdam, Interest Group on Propositional and Predicate Logics – University of London. A fost profesor universitar la Universitatea Titu Maiorescu, București, fiind titular al cursurilor de Filosofia minții, Logică matematică și teoria calculabilității, Statistică aplicată în psihologie.

## Cărți
1. Probleme filosofice ale psihologiei în texte și comentarii, Editura Didactică și Pedagogică, București, 1997.
2. Logică juridică, Editura Pro Transilvania, București, 1998 (în colaborare).
3. Logică, Editura Didactică și Pedagogică, București, 1996, 1997, 1998 (în colaborare).
4. Logică și argumentare, Editura Teora, București, 1999, 2000, 2001, 2002.
5. Logică generală, două volume, Editura Fundației România de Mâine, București, 2001.
6. Statistică pentru psihologi, Editura Trei, București, 2004.
7. Ex falso quodlibet. Studii de logică paraconsistentă, Editura Tehnică, București, 2004 (coordonator).
8. Existență, contradicție și adevăr, Editura Trei, București, 2004.
9. Istoria logicii românești, Editura tehnică, București, 2006 (coautor).
10. Introducere în filosofia minții, Editura Trei, București, 2015.

## Studii și articole
1. „Praxiologia formală – un vast program de cercetare”, Revista de filosofie, nr. 2/1985.
2. „Conceptul de logică și conceptele logicii”, Revista de filosofie, nr. 1/1986.
3. „Adnotări la un capitol de istoria logicii – implicația strictă”, Revista de filosofie, nr. 2/1986.
4. „A decision Procedure for Propositional Logic”, Revue Roumaine des Sciences Sociales, Serie de Philosophie et Logique, nr. 1/1989.
5. „Substituția și problema deciziei în logica standard”, Revista de filosofie, nr. 5-6/1990.
6. „Truth and Paraconsistency in Scientific Knowledge”, Noesis. Travaux du comité Roumain de Histoire et de Philosophie des Sciences, XVII/1991.
7. „Principiile necontradicției și terțului exclus, raporturile de opoziție din pătratul logic și noțiunea de negație”, Analele Universității București, seria Filosofie, 1995.
8. „Negația contrară și negația subcontrară”, Analele Universității București, seria Filosofie, 1998.
9. „O analiză logică a lacunelor și antinomiilor în drept”, Analele Universității „Spiru Haret”, seria Filosofie, 1999.
10. „Idealismul berkeleyan”, Analele Universității „Spiru Haret”, seria Filosofie, 2002.
11. „Atribuiri de atitudini propoziționale. Aspecte logice”, Revista de filosofie, 3-4/2003
12. „Explicând conștiința”, Revista de filosofie, 3-4/2003.
13. „Persistența personală”, Analele Universității Titu Maiorescu, seria Psihologie, 1/2004.
14. „Intuiționism, paraconsistență, contrarietate și subcontrarietate”, în volumul Ex falso quodlibet. Studii de logică paraconsistentă, Editura Tehnică, București, 2004.
15. „«Revista de filosofie» în ultimul deceniu comunist”, în „Revista de filosofie” la 80 de ani”, Editura Ardealul, Tg. – Mureș, 2004.
16. „Contribuții în logica simbolică și Dicționarul de logică ale lui Gheorghe Enescu”, în volumul Istoria logicii românești, Editura tehnică, București, 2006.

## Traduceri
1. James R. Brown, „Experimente mentale: o ipoteză platoniciană”, în volumul Filosofia mentalului. Intenționalitate și experiment, Editura Științifică, București, 1996.
2. Roy A. Sorensen, „Experimentele mentale și epistemologia legilor”, în volumul Filosofia mentalului. Intenționalitate și experiment, Editura Științifică, București, 1996.
3. Walter A. Carnielli, „Cum îți construiești propria logică paraconsistentă. O introducere în logicile (in)consistenței formale”, în volumul Ex falso quodlibet. Studii de logică paraconsistentă, Editura Tehnică, București, 2004.
4. Jean-Yves Béziau, „Viitorul logicii paraconsistente”, în volumul Ex falso quodlibet. Studii de logică paraconsistentă, Editura Tehnică, București, 2004.
5. Lorenzo Peña, „Dialetheismul lui Graham Priest este întrutotul adevărat?”, în volumul Ex falso quodlibet. Studii de logică paraconsistentă, Editura Tehnică, București, 2004.
6. Hartley Slater, „Logici paraconsistente?”, în volumul Ex falso quodlibet. Studii de logică paraconsistentă, Editura Tehnică, București, 2004.
7. Hartley Slater, „Dialetheile sunt confuzii mentale”, în volumul Ex falso quodlibet. Studii de logică paraconsistentă, Editura Tehnică, București, 2004.
8. Jean-Yves Béziau, „Logici paraconsistente! (Răspuns lui Slater)”, în volumul Ex falso quodlibet. Studii de logică paraconsistentă, Editura Tehnică, București, 2004.
9. Graham Priest, „Reductio ad absurdum et modus tollendo ponens”, în volumul Ex falso quodlibet. Studii de logică paraconsistentă, Editura Tehnică, București, 2004.
10. Graham Priest, Richard Routley, „Semnificația filosofică și inevitabilitatea paraconsistenței”, în volumul Ex falso quodlibet. Studii de logică paraconsistentă, Editura Tehnică, București, 2004.
11. Graham Priest, Richard Routley, „Aplicații ale logicii paraconsistente”, în volumul Ex falso quodlibet. Studii de logică paraconsistentă, Editura Tehnică, București, 2004.
12. Walter A. Carnielli, „(In)consistența, contradictorialitatea și paraconsistența”, în volumul Ex falso quodlibet. Studii de logică paraconsistentă, Editura Tehnică, București, 2004.
13. Graham Priest, Dincolo de limitele gândirii, Editura Paralela 45, București, 2006.

## Premii
1. Premiul Mircea Florian al Academiei Române (colectiv) pentru lucrarea Ex falso quodlibet. Studii de logică paraconsistentă, Editura Tehnică, București, 2004.